# Ботсвано-северокорейские отношения
Ботсвано-северокорейские отношения — двусторонние международные отношения между Республикой Ботсвана и Корейской Народно-Демократической Республикой. С февраля 2014 года, с момента приостановки дипломатических отношений, страны больше не поддерживают посольства в странах друг друга.

## История
Две страны установили дипломатические отношения во время Холодной войны, 27 ноября 1974 года. Первый лидер независимой Ботсваны, президент Серетсе Кхама, прибыл с государственным визитом в Пхеньян 9 августа 1976 года. Во время визита, Серетсе и его жена встретились с Ким Ир Сеном, который устроил для них банкет.
В начале 1980-х годов, несколько северокорейских инструкторов по боевым искусствам были уполномочены обучать бойцов ботсванской полицейской службы на случай боя без оружия. Вскоре после прибытия северокорейцы покинули Ботсвану, по-видимому, из-за подстрекательства полицейских к действиям против своего начальства.
Северокорейские строители из государственной компании Mansudae Overseas Projects построили в Габороне памятник трём дикгоси, трём племенным вождям: Кхама III, Себеле I и Батоэна I. Монумент был открыт в сентябре 2005 года президентом Фестусом Могае. Также Ботсвана пыталась нанять северокорейских медицинских специалистов в дополнение к своим собственным.
В 2013 году, правительство Ботсваны приостановило двустороннее сотрудничество с КНДР из-за озабоченности проблемой с правами человека. Впоследствии, оно продолжило идти по этому пути, 20 февраля 2014 года полностью прекратив все дипломатические и консульские отношения с КНДР после доклада Комиссии Организации Объединённых Наций по расследованию нарушений прав человека в КНДР. Кроме того, Ботсвана стала первой африканской страной, которая де-юре признала единственным легитимным правительством в Корее правительство Республики Корея. Осуждая действия правительства КНДР, Ботсвана выразила «сердечные симпатии» северокорейскому народу.
В октябре 2014 года появилась информация, что лидер КНДР Ким Чен Ын использовал расистские оскорбления по отношению к Постоянному представителю Ботсваны в ООН Чарльзу Нтваагэ.
В октябре 2015 года, когда президент Ботсваны Ян Кхама был в Сеуле, у него взяла интервью информационное агентство Рёнхап. На интервью, Ян заявил, что Ботсвана не заинтересована в сотрудничестве с КНДР «поскольку правительство КНДР нарушает права человека». Кроме того, Ян осудил действия всех северокорейских чиновников. «Северокорейские лидеры будто бы живут в каменном веке» — заявил Ян.